# American Journal of Alzheimer's Disease & Other Dementias
L'American Journal of Alzheimer's Disease & Other Dementias è una rivista accademica sottoposta a revisione paritaria, che pubblica articoli nel campo della neurologia. La redattrice della rivista è la dottoressa Carol F. Lippa (Drexel University College of Medicine). Fondata nel 1986 ed è attualmente pubblicata dalla SAGE Publications.

## Finalità
L'American Journal of Alzheimer's Disease & Other Dementias si rivolge principalmente ai professionisti in prima linea nella cura dell'Alzheimer, della demenza e della ]depressione clinica e ad altri specialisti che gestiscono pazienti affetti da demenza e le loro famiglie. La rivista si propone di fornire informazioni pratiche su questioni mediche, psichiatriche e infermieristiche.

## Indicizzazione
Gli abstract e gli articoli della rivista sono indicizzati da SCOPUS e dal Social Sciences Citation Index.
Secondo il Journal Citation Reports, il suo fattore di impatto nel 2010 è stato pari a 1,774, collocandosi al 104° posto su 185 riviste nella categoria "Neurologia clinica" e al 27° posto su 45 riviste nella categoria "Geriatria e gerontologia".

## Articoli notevoli
Esempi presenti su it.wiki
- Jakub Kazmierski, Chaido Messini-Zachou e Mara Gkioka, The Impact of a Long-Term Rivastigmine and Donepezil Treatment on All-Cause Mortality in Patients With Alzheimer's Disease, in American Journal of Alzheimer's Disease and Other Dementias, vol. 33, n. 6, 2018-09,  pp. 385-393, DOI:10.1177/1533317518775044. URL consultato il 28 luglio 2023. (rivastigimina)
- IA Mavroudis, Fotiou, DF, Adipepe, LF, Manani, MG, Njau, SD, Psaroulis, D, Costa, VG, Baloyannis, SJ, Morphological changes of the human purkinje cells and deposition of neuritic plaques and neurofibrillary tangles on the cerebellar cortex of Alzheimer's disease, in American journal of Alzheimer's disease and other dementias, vol. 25, n. 7, 2010 Nov,  pp. 585–91, DOI:10.1177/1533317510382892, PMID 20870670. (cellula del Purkinje)